# Паризький мир (1856)

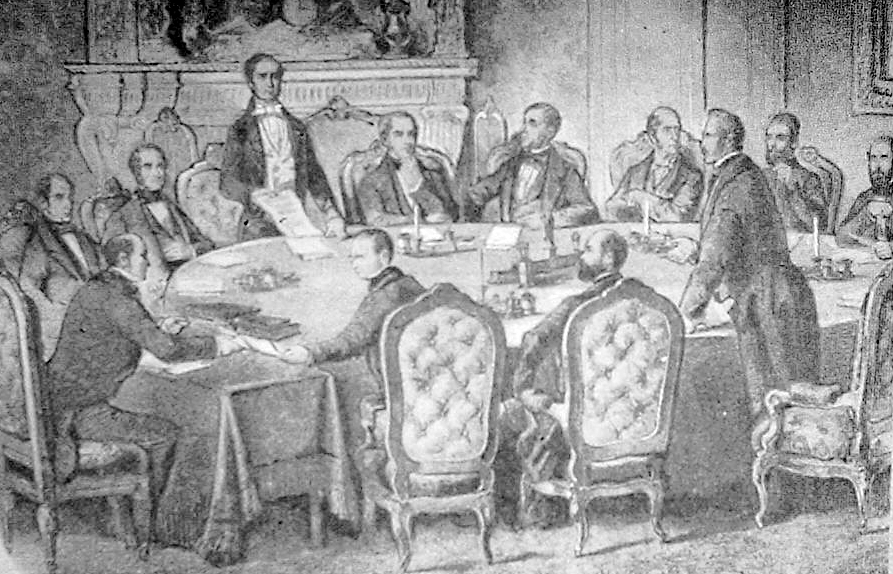

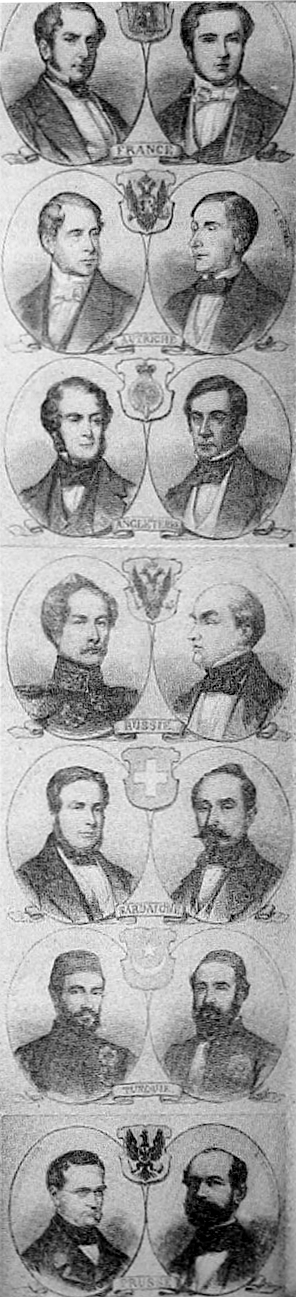

Паризький мирний договір (трактат) — мирний договір, що завершив Кримську війну 1853—1856 років. Його обговорення тривало на конґресі, що відкрився 13 (25) лютого 1856 року у столиці Французької імперії. Підписаний в Парижі 18 (30 березня) на заключному засіданні конгресу держав представниками Російської імперії (А. Ф. Орлов, П. І. Бруно), Французької імперії (А. Валевський, Ф. Буркене), Великої Британії (Г. Кларендон, Г. Каулі) , Османської імперії (Алі-паша, Джеміль-бей), Австрійської імперії (К. Буоль, І. Гюбнер), Королівства Пруссія (О. Мантейфель, М. Гарцфельдт), Сардинського королівства (К. Кавур, С. Вілламаріна).
Поразка Російської імперії у війні призвела до суттєвого обмеження її прав та інтересів. Користуючись суперечками всередині сил коаліції, дипломатам Росії вдалося значно пом'якшити висунуті до неї вимоги з територіальних питань, які, зокрема, стосувалися частини південноукраїнських земель. Адже союзні держави добивалися відторгнення Криму, Бессарабії, Кавказу, Прибалтики, Польщі, Фінляндії.

## Основні положення
Чорне море оголошувалося нейтральним із забороною Російській імперії мати там військовий флот і арсенали. Проголошувалась свобода плавання Дунаєм під контролем міжнародних комісій. Водночас територіальні втрати Російської імперії були мінімальні — вона передавала Молдавському князівству гирло Дунаю та частину південної Бессарабії і таким чином припинила безпосередньо межувати з Османською імперією в Європі.
Дунай оголошувався зоною вільного судноплавства під контролем двох міжнародних комісій, внаслідок чого Росія передавала Молдавському князівству гирло Дунаю та прилеглу до нього частину Південної Бессарабії.
Скасовувався закріплений Кючук-Кайнарджійським договором 1774 року російський протекторат над Молдавією і Волощиною, а їх внутрішня автономія та автономія Сербії гарантувалися в рамках Османської імперії. Прероготива царизму щодо покровительства над християнами — турецькими підданими передавалася західноєвропейським державам.
Також Російська імперія повертала Османській імперії Карс в обмін на Севастополь та інші кримські міста, зайняті союзниками. Російська імперія відмовлялася від протекторату над Волощиною, Молдавією і Сербією.
Держави, зобов'язуючись не втручатися у справи Османської імперії, гарантували автономію Сербському князівству, Молдавському князівству та Волоському князівству в рамках Османської імперії. Але фактично, окрім Карсу, Османська імперія мало що отримувала.

### Конвенції
До договору додавалися три конвенції.
Перша підтверджувала Лондонську конвенцію 1841 року про закриття чорноморських проток Босфору і Дарданелл для іноземних військових кораблів у мирний час.
Друга конвенція встановлювала число легких військових суден Російської й Османської імперій на Чорному морі для вартової служби.
Третя конвенція зобов'язувала Росію не споруджувати військових укріплень на Аландських островах у Балтійському морі).

## Наслідки
Паризький мирний договір 1856 року повністю змінив міжнародну обстановку в Європі, знищивши європейську систему, що спиралася на віденські трактати 1815 року. Він послабив позиції російського царату в Європі та на Близькому Сході, призвів до подальшого загострення «східного питання». У 1859—1862 роках Молдавське та Волоське князівства за підтримки Російської та Французької імперій об'єдналися в єдине Румунське королівство. Це було відхиленням від умов миру, яке, однак, не викликало заперечень західних держав.
У 1870—1871 роках із зміцненням свого політичного та економічного становища Російська імперія відмовилася визнавати статті договору, які забороняли їй мати на Чорному морі військовий флот і арсенали, відмовилася визнавати положення договору про нейтралізацію Чорного моря, і західні держави мусили визнати нове становище. Так були підписані циркуляри Горчакова та Лондонська конвенція 1871 року. Перемога Російської імперії в Російсько-турецькій війні 1877—1878 років завдала остаточного удару системі міжнародних відносин, закріплених Паризьким мирним договором, який було замінено спочатку Сан-Стефанським мирним договором, та потім заміні паризького миру Берлінським трактатом, ухваленим на Берлінському конгресі 1878 року.